# 何凤山
何凤山（1901年9月10日—1997年9月28日），字久經，湖南益阳人，中華民國外交官，二战初期在任中華民國駐維也納總領事（奧地利公使館因德入侵關閉）時，拯救过数以千计的犹太人，聯合國誉其为「中國的辛德勒」。

## 生平
何凤山出身贫寒，幼时父亲早亡，他刻苦勤奋，以优异成绩考入长沙雅礼中学，后又考入雅礼大学，1929年入德国慕尼黑大学，1932年获得经济学博士学位， 1935年开始在中華民國外交部供职，开始了其40年的外交生涯。1937年被派往中華民國驻奥地利公使馆任一等秘书，1938年奥地利被纳粹德国吞并后，中華民國驻奥地利公使馆改为中華民國驻维也纳总领事馆，何凤山升任总领事。據他的女兒何曼禮介紹，何先生自幼家境貧寒，得到基督教信義會的幫助才得以繼續求學，終獲德國慕尼黑大學經濟學博士學位。退休後定居美國舊金山，除寫作之外熱心教會工作，1997年以96歲高齡去世。

### 生命簽證
1938年水晶之夜后，纳粹对犹太人的迫害逐步升级，犹太人为避免被抓入集中营，只有离开欧洲，但要想逃离就必须获得外国签证，于是成千上万的犹太人奔走于各国使馆之间申请签证，在当时一张签证就可以拯救一条生命，因而被称为“生命签证”。但1938年7月6日在法国埃維昂萊班召开的国际难民会议上，与会的美国、加拿大、澳大利亚、爱尔兰和新西兰等32国均拒绝接受犹太移民。此时何凤山基于人道主义立场，不顾上司驻德大使陈介的反对，在中華民國驻维也纳领事馆向数以千计的犹太人发放了“生命签证”。从1938年到1940年5月何凤山奉调回国，2年间他共签发多少张“生命签证”其准确数字已无从统计，根据已找到的签证看，一份1938年6月的签证的号码为200号，另一份1938年10月27日的签证号码为1906号，也就是说半年间他共签发了近2000份签证。納粹當局也以總領事館原屬於猶太人房產為由，將總領事館沒收。而在國民政府又拒絕出資租房後，何鳳山自掏腰包在約翰内斯巷22號租下一套小公寓，把總領事館搬到那裏，繼續堅持發放簽證。1939年4月何鳳山被外交部記過一次。
到上海避難的3萬猶太難民，超過了加拿大、澳大利亞、印度、南非、新西蘭五國當時所接納猶太難民的總和。維也納愛樂樂團首席小提琴演奏家海因茨·格林伯格（Heinz Grünberg）、美國前財政部長麥可·布魯蒙賽爾也是當年手持何鳳山所發的簽證、到上海避難的見證人。許多人憑著何鳳山發放的簽證，逃到加拿大、南美各國、菲律賓、美國、巴勒斯坦、古巴等地，躲過災難。古巴等地還有一本書中說，1939年有4000名猶太人在維也納拿著到上海的簽證逃到了巴勒斯坦。
一位猶太人大屠殺的倖存者說：「有些人雖然早已不在人間，但他們的光輝仍照亮世界；這些人是月黑之夜的星光，為人類照亮了前程。」曾任世界猶太人組織秘書長的伊斯雷爾‧辛格的父母當年也是何鳳山所救的，他們憑著何鳳山發的簽證入境古巴，然後進入美國（伊斯雷爾本身在紐約出生）。他說：「我的父母是何鳳山博士救的，他是一位真正的英雄。」

### 晚年
此后，何鳳山又擔任中華民國外交部情報司司長。1947年3月8日，國民政府下令免去駐埃及特命全權公使許念曾本職，任命何鳳山為駐埃及特命全權公使:8307。1948年11月14日，蔣介石特任何鳳山為中華民國驻埃及國特命全權大使:8729。何凤山又先后担任中華民國駐墨西哥、玻利維亞、哥倫比亞等国大使。何鳳山在出使哥倫比亞期間，遭館員指控侵占一筆200美元的專款、虛報圖利，雖法院並未起訴，但何鳳山因此遭外交部停職，強迫退休，並失去終身俸的資格。後經監察院彈劾，退休後，司法院公務員懲戒委員會決議撤職並停止任用三年。何鳳山本人宣稱無罪，認為指控與彈劾、懲戒皆是因為政治因素。監察院後來由馬秀如、李炳南兩位監察委員重審彈劾案，2013年以沒有新的事證為由，維持彈劾。
何鳳山退休后于1973年移居美国。定居在舊金山，从事写作，著有回忆录《我的外交生涯四十年》，1986年11月，他应邀参加了母校长沙雅礼中学80周年校庆，并向母校捐资9000美元。1997年9月28日，96岁高龄的何凤山在舊金山去世。2015年中華民國總統馬英九頒發「褒揚令」。中國大陸作家余秋雨為此撰寫墓誌銘：「隨其手也，千百家庭得以絕處逢生：隨其筆也，沉溺之身攀上救命方舟；隨其聲也，域外人士驚識中華文明；隨其形也，離亂生命重建人世信心」。

## 家庭
其子何曼德博士（Dr. Monto Ho，1927.3.18-2013.12.9），中央研究院院士，美國匹茲堡大學公衛學院教授。其女何曼禮（Manli Ho），新聞工作者，現居美國舊金山。在何鳳山過世後，她將父親的相關史料編整出版，讓世人看見一段中華民國人民解救猶太人的二戰事跡。

## 展覽、榮譽及紀念

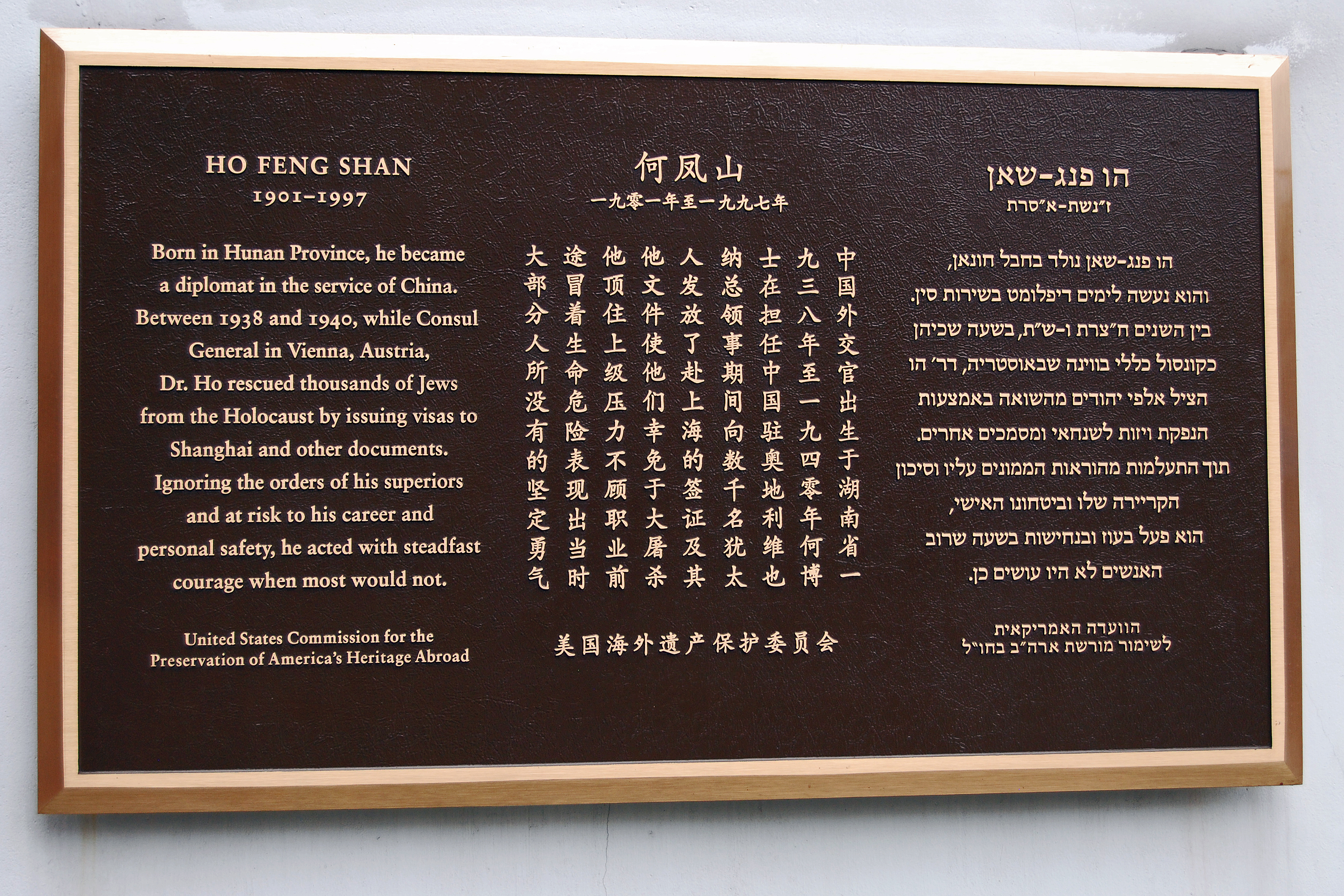
上海猶太難民紀念館何鳳山紀念匾

- 2000年4月2日，聯合國總部舉辦“生命的簽證：正義而高貴的外交官”展覽。
- 2000年7月，何鳳山被以色列政府授予國際義人（Righteous Among the Nations）稱號[15]。
- 2001年，以色列政府在耶路撒冷為何鳳山建立紀念碑，碑上刻著“永遠不能忘記的中國人”。
- 2001年1月23日，以色列政府在耶路撒冷授予「國際義人」證書和獎章，由何鳳山兒子何曼德先生和女兒何曼禮女士代表父親接受。
- 2005年，聯合國正式譽何鳳山為「中國的辛德勒」。
- 2007年，以色列政府授予何鳳山「榮譽公民」的稱號。
- 2008年，美國國會山莊舉辦“鳳凰的羽翼：何鳳山博士和奧地利猶太人援救”展覽。
- 2008年11月6日，何鳳山紀念牌在奧地利首都維也納原中華民國總領事館舊址（約翰內斯巷22號）前揭幕。由美國海外遺產保護委員會和維也納以色列文化協會製作的兩塊銅質紀念牌分別鑲嵌在大門兩邊，上面用德文和英文刻上何鳳山的感人義舉。
- 2012年6月9日，美國舊金山的“以色列——中國文化節：何鳳山事蹟展覽”開幕。
- 2014年3月30日，美國舊金山的“何鳳山義人精神國際研討會”，由美國猶太人委員會、全美湖南同鄉聯合會、中華人民共和國駐舊金山總領事館、以色列駐三藩市總領館聯合舉辦。
- 2015年9月10日，中华民国政府明令褒揚[2][16][註 1]，由何鳳山的女兒何曼禮及其夫婿吳約翰（John B. Wood）代表接受总统马英九颁发褒揚令[17][18]。
- 2018年3月15日，「何鳳山廣場」在意大利米蘭揭牌，这是義大利首個使用中國人姓名命名的街道地址。這個項目由米蘭中意商聯UNIIC發起，并得到了各界包括GARIWO猶太人協會的支持。
- 畢業於上海復旦大學（現定居紐約）的電視導演、製片人馮都（英文名：Violet Du Feng、IMDb编号：nm2441621）[19]於2020年製作了采訪紀錄片，題爲《上海：一個遠離屠戮的避風港》（Harbor from the Holocaust）[20][21]。影片通過對當事人的采訪，描述了自1938年至1945年期間，來自德國、奧地利將近2萬名猶太難民在上海的生活經歷，何鳳山的女兒何曼禮在電視片的采訪中，談到了她父親為猶太人發放前往上海簽證的歷史往事。2025年5月7日，YouTube頻道發佈了這個紀錄片。（視頻鏈接：Harbor from the Holocaust）